# Mucia
Mucia is een geslacht van vlinders van de familie dikkopjes (Hesperiidae), uit de onderfamilie Hesperiinae.

## Soorten
- M. gulala (Schaus, 1902)
- M. immaculata (Hayward, 1940)
- M. scitula (Hayward, 1950)
- M. zygia (Plötz, 1886)